# Peter Zimmermann (Bürgerrechtler)
Peter Zimmermann (* 1940) ist ein Schweizer Kulturschaffender. Er sass einen grossen Teil seines Erwachsenenlebens in Strafanstalten ein.

## Leben
Zimmermann war während 30 Jahren in verschiedenen Strafanstalten der Schweiz inhaftiert. Während seiner Gefängniszeit war er Präsident der Schweizerischen Gefangenengewerkschaft und lancierte eine Petition zur Hausordnung der Strafanstalt Regensdorf, woraus die Selbsthilfeorganisation für Strafgefangene und Entlassene Team 72 hervorgegangen ist. 
Nach seiner Entlassung gründete er um 1990 die Selbsthilfegruppe für Strafgefangene Reform 91, mit der er u. a. Gründe für Jugendgewalt aufarbeitete und sich politisch für die Interessen von Strafgefangenen einsetzt.
1991 gab er das Pappbilderbuch Stecknadeln im Heuhaufen / Reform 91 Strafvollzug heraus. Gleichzeitig erschien auch das Buch "Gefangene schreiben für ihre Kinder". 
Peter Zimmermann gründete auch die Theatergruppe Korn. 2003 inszenierte er das interaktive Theaterstück Der Schrei nach Liebe, welches „seine eigene Biografie als ehemaliger Gefängnis-insasse“ beschreibt: „Im Zentrum steht die Versöhnung mit der eigenen Familie. Seine Enkelin hatte ihn zum Stück inspiriert.“
Mit seiner Theatergruppe inszenierte er 2011 das Stück Gewalt im Knast – muss das sein?, welches einen realen Mordfall aus dem Jahr 2008 zum Thema hat. Mit der Inszenierung des „perversen“ «Mordes von Pöschwies», wollte er „den Justizapparat anprangern“.